# Phoenix Mecano
La Phoenix Mecano AG con sede a Stein am Rhein è una multinazionale svizzera nel settore dell'alta tecnologia, in ambito elettronica. In particolare si occupa della produzione di componenti per applicazioni in meccatronica. Fabbrica custodie e armadietti e sistemi completi come System integrator. La società è quotata alla Borsa di Zurigo, SIX Swiss Exchange.

## Storia
Viene fondata nel 1975 come „Phoenix Maschinentechnik AG“. La prima occupazione era come fornitore di gas tecnici per saldatura. Poi subentrarono i prodotti come gli stessi apparecchi di saldatura. Nel 1976 inizia a produrre le custodie e gli armadietti per contenere l'elettronica. Nello stesso anno viene acquisita una società concorrente nel settore elettrotecnico, la Hartmann, iniziando la distribuzione di componenti per l'industria elettronica. Nel 1986 nasce la Phoenix Mecano AG e nel 1988 la quotazione in borsa.

## Settori e prodotti
- "Gehäusetechnik" con le aziende tedesche Bopla Gehäuse Systeme GmbH, Kundisch GmbH + Co. KG e Rose Systemtechnik GmbH.
- "ELCOM/EMS" con la società Phoenix Mecano Power Quality GmbH & Co. KG, Hartmann Codier GmbH, Hartmann Elektronik GmbH, Phoenix Mecano Digital Elektronik GmbH, Plein & Baus GmbH, PTR Messtechnik GmbH + Co. KG.
- "Mechanische Komponenten" con le società Dewert Antriebs- und Systemtechnik GmbH, Okin Motion Technologies GmbH e RK Rose+Krieger GmbH.

La divisione Gehäusetechnik produce custodie e armadietti in polimero e lega di alluminio.
La Mechanische Komponenten produce sistemi a componenti in alluminio per macchine, attuatori e sensori lineari, motori elettrici.
La ELCOM/EMS produce trasformatori elettrici, interruttori a codifica, tastiere a membrana, induttori, connettori.